# Curiapo
Curiapo é uma cidade venezuelana, capital do município de Antonio Díaz.